# Mar Mari Emmanuel
Mar Mari Emmanuel (19 de julio de 1970, Haditha, Irak) (siríaco oriental: ܡܵܪܝ ܡܐܵܪܝܼ ܥܲܡܵܢܘܼܐܹܝܠ, (romaniz: Mār Mˀārī ʻAmānūˀēl) nacido con el nombre Robert Shlimon es un sacerdote iraquí cristiano siríaco  residente en Australia. 
Desde 2011 se desempeñó como obispo auxiliar de Australia y Nueva Zelanda, en la Antigua Iglesia de Oriente. Rompió relaciones con la Antigua Iglesia de Oriente por desavenencias con el patriarca Addai II, siendo suspendido en 2014, y desde 2015 se desempeña como obispo de la Iglesia de Cristo Buen Pastor, de tradición siríaca oriental, establecida por él, en Wakeley, Nueva Gales del Sur, Australia.

## Biografía

### Primeros años de vida
Emmanuel nació en 1970 en Haditha, provincia de Al Anbar, Irak, en una familia cristiana devota. Tras crecer en Bagdad, se mudó a Sídney, Australia, a principios de la década de 1980 cuando era niño, donde asistió al colegio Fairfield High School. Trabajó como director de un banco en la década de 1990, antes de convertirse en diácono a finales de la década de 1990 y ser ordenado sacerdote en 2009.

### Vida eclesiástica
Fue ordenado sacerdote el 26 de julio de 2009 por el arzobispo Mar Yako Daniel, en la catedral de San Zaya, tomando el nombre de Emmanuel Shlimon Dos años después, en agosto de 2011, fue ordenado sacerdote. 
Fue consagrado obispo por Mar Yako y Mar Zaya Khoshaba, metropolitano de la archidiócesis de Australia y Nueva Zelanda, convirtiéndose en sufragáneo y auxiliar de este último, cambiando su nombre a Mari Emmanuel, en honor al santo oriental, San Mari, uno de los fundadores de la Iglesia del Oriente.

#### En la Antigua Iglesia de Oriente
En julio de 2013, durante una visita a Australia, Mar Addai II concedió la confirmación patriarcal a Mari Emmanuel.
En ese momento, sin embargo, le ordenó realizar cambios en varios ámbitos, como la conducta litúrgica, teológica y social de Emmanuel. El mandato del patriarca expiró y Addai II suspendió a Mari Emmanuel en julio de 2014, por desobediencia a los cánones promulgados por el Primer Concilio de Nicea en el año 325 d. C. al tener una postura teológica nestoriana.
La suspensión fue levantada brevemente en diciembre de 2014, cuando Emmanuel declaró su aceptación de los decretos patriarcales, pero renovada cuando expresó su desacuerdo por segunda vez.

#### Iglesia independiente
En enero de 2015, Mari Emmanuel estableció una Iglesia independiente de tradición siríaca oriental (cristiana asiria) en Wakeley, que ahora se conoce como la Iglesia de Cristo el Buen Pastor.
El "Santo Sínodo de la Antigua Iglesia de Oriente" discutió su caso en una reunión en 2015, y en 2016 fue recibido nuevamente en la comunión por el metropolitano Toma Gewargis, quien también visitó la iglesia ese mismo año.
En cuanto a su membresía en la antigua denominación en la que sirvió, a partir de 2023, no figura como clérigo en la Arquidiócesis de Australia, Nueva Zelanda y Líbano de la Antigua Iglesia de Oriente.

### Posturas políticas y participación en las redes sociales
Mari fue un destacado crítico de los confinamientos y las vacunas durante la pandemia de COVID-19. También es contrario a las ideologías pro-LGBT. Contenido acerca de él se volvió tendencia entre la comunidad cristiana de redes sociales, especialmente de TikTok antes del ataque sufrido en 2024.

## Atentado contra su vida en 2024
El 15 de abril de 2024, Emmanuel fue atacado por un adolescente yihadista suní musulmán durante un sermón en la Iglesia de Cristo Buen Pastor.
En un púlpito, el agresor atacó a Emmanuel por la derecha apuñalándolo repetidamente con una navaja hasta hacerlo caer, donde sufrió laceraciones en la cabeza. Posteriormente el atacante apuñaló a otras cinco personas.
En un vídeo difundido por uno de los feligreses, el atacante habla en árabe libanés y dice: "si él [el obispo] no hubiera insultado a mi profeta y a mi religión, no habría venido aquí".La policía describió el ataque como "extremismo por motivos religiosos". Este incidente ocurrió dos días después de los apuñalamientos en Bondi Junction.